# Passierwiege

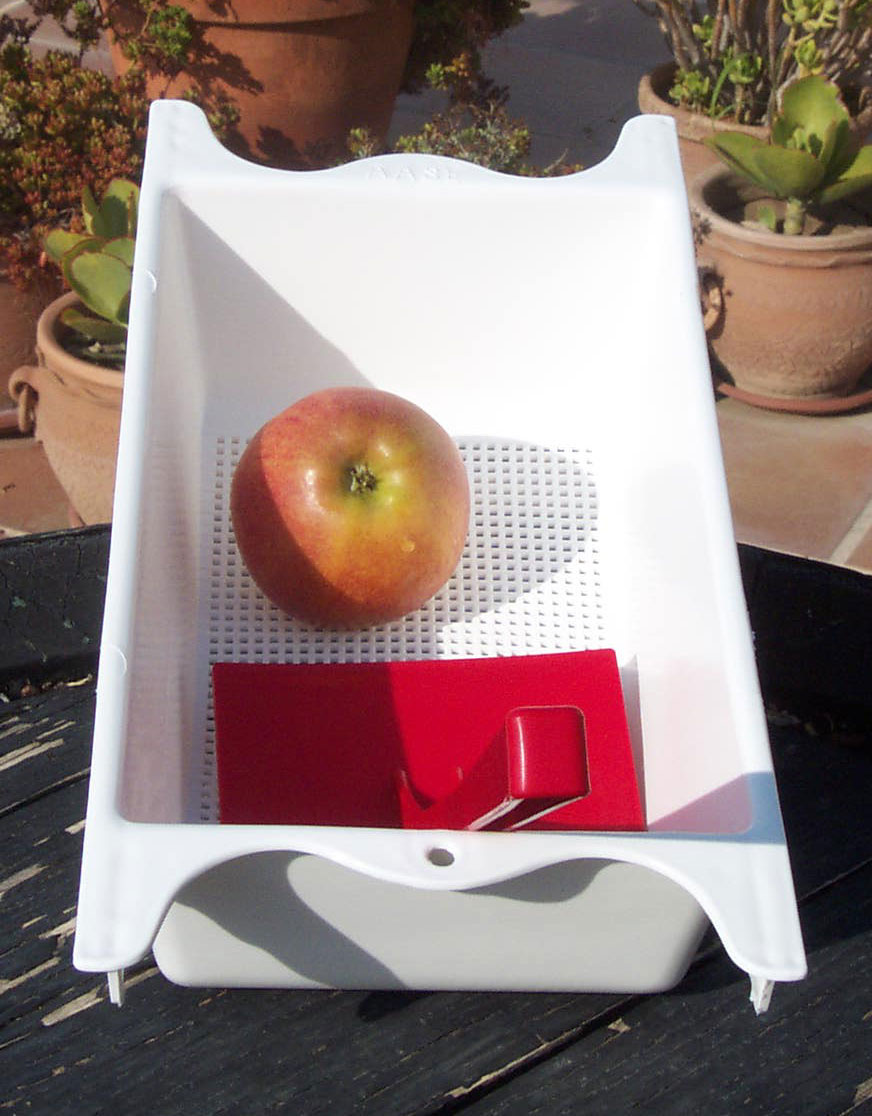
Passierwiege mit rotem Stampfer

Eine Passierwiege ist ein Küchengerät, das man benutzt, um in Handarbeit Apfelmus, Esskastanienpürree und ähnliche Speisen herzustellen.

## Beschaffenheit
Die Passierwiege besteht in der Regel aus einem länglichen Trog, der einen perforierten Boden an der Unterseite des Geräts besitzt. Mit Hilfe eines speziellen Nudelholzes (kleine Rolle an einem halbarmlangen Stiel befestigt) oder Stampfers, der mit einem schrägen Stiel versehen sich passgenau in die Wiege drücken lässt, reibt man mit Druck das gekochte Passiergut durch diesen Boden. Dabei verbleiben Schalen, Kerne oder andere Verunreinigungen in der Wiege und können anschließend entsorgt werden.
Ältere Passierwiegen waren aus Holz, heute wird üblicherweise Plastik verwendet, in Skandinavien sind Passierwiegen noch sehr bekannt und werden noch benutzt.